# ポスピウイロイド科
ポスピウイロイド科(Pospiviroidae)は、世界で初めて発見されたウイロイドであるジャガイモやせいもウイロイドを含むウイロイドの科である。二次構造が生物活性の鍵となっている。この分類は、保存された中央領域の配列の差異に基づいている。ゲノムは、LH末端ドメイン、病原性ドメイン、保存中央ドメイン、可変ドメイン、RH末端ドメインから構成される。ポスピウイロイド科の複製は、ホスト細胞のRNAポリメラーゼ、リボヌクレアーゼ、RNAリガーゼを通して非対称に起こる。

## 分類
- ポスピウイロイド属：タイプ種はジャガイモやせいもウイロイド(PSTVd)
- ホスツウイロイド属：タイプ種はホップ矮化ウイロイド(HSVd)
- コカドウイロイド属：タイプ種はココナッツカダンカダンウイロイド(CCCVd)
- アプスカウイロイド属：タイプ種はリンゴさび果ウイロイド(ASSVd)
- コレウイロイド属：タイプ種はコリウスウイロイド1(CdVd-1)